# Le 4 dita della furia
Le 4 dita della furia (Xiao quan wang) è un film del 1971 diretto da Min Kung.
Il film, prodotto ad Hong Kong, è conosciuto anche con i titoli in inglese King of Boxers, The King Boxer e Hands of Death e con il titolo in cantonese Siu kuen wong.
Il film non è da confondere con un'altra produzione di Hong Kong del 1972 intitolata in lingua inglese King Boxer o Five Fingers of Death, distribuito in Italia con il titolo Cinque dita di violenza.

## Trama
Hong Kong. Chang, un maestro cinese di arti marziali, abbandona la propria palestra per intraprendere un viaggio nella zona del Siam lasciando la scuola nelle mani della sorella Liu. Giunto a destinazione, conosce Gisha e la sua bella ragazza. Chang diventa amico di Gisha dopo averlo salvato da alcuni aggressori con la sua tecnica e gli insegna alcuni tra i segreti più profondi dell'arte marziale cinese. Tupien, un abile maestro di arti marziali, arriva alla palestra di Chang dove distrugge il posto. In seguito organizza un incontro con Chang fingendo di avere rimorso per le sue azioni ma lo ammazza senza pietà. Dal Siam giungono poi Gisha e la sua ragazza. I due, fingendosi a loro volta intimoriti dalla bieca sfrontatezza di Tupien, lo invitano a cena con la scusa di ufficializzare il suo fidanzamento con Liu. Giunti sul porto, Tupien e i suoi uomini vengono affrontati e uccisi senza pietà.

## Promozione
Le tagline, presenti sul manifesto, furono:
- "At Last! KUNG-FU vs. KARATE which is the deadliest - the most lethal? This film has the answer!".
- "A film with horrifying firsts - Don't miss an excruciatingly close look at PIERCING FINGERS - they'll tear your guts out!".
- "Violence EXPLODES from the screen!".

## Produzione
Il film fu prodotto ad Hong Kong, girato in cinese nel 1971 e diretto da Min Kung.

## Distribuzione
Distribuito in Italia nel 1973 a seguito del successo di Cinque dita di violenza, il film incassò circa 200 milioni di lire e fu il 60º titolo di maggior incasso dell'anno, ma fu anche uno dei primi cinque kung-fu di maggior incasso nei primi mesi del 1973. Alcune delle uscite internazionali sono state:
- negli Stati Uniti (Hands of Death)
- 1º gennaio 1971 ad Hong Kong (Xiao quan wang)
- 1973 in Italia (Le quattro dita della furia)
- in Francia (Les cinq doigts de la mort)
- in Spagna (Los 4 dedos de la furia)
- in Australia (The King Boxers)
- in Danimarca (Karate-banden)
- in Hong Kong (King of Boxers - titolo inglese)
- in Hong Kong (Siu kuen wong - alternativo cantonese)
- in Unione Sovietica (Король бокса - titolo russo)
- in Thailandia (Mat sanghaan)
- in Thailandia (The King Boxers - alternativo inglese)
- in Germania dell'Ovest (Karato - Fünf tödliche Finger)